# Goodnight Mommy
Goodnight Mommy (Ich seh, Ich seh) è un film del 2014 diretto da Veronika Franz e Severin Fiala.
Si tratta di un horror psicologico di produzione austriaca.

## Trama
Dopo essersi sottoposta a un intervento di chirurgia estetica al viso, una madre (Susanne Wuest) torna a casa nella sua moderna e isolata villa sul lago insieme ai suoi due figli gemelli di dieci anni, Elias e Lukas (Elias e Lukas Schwarz). Il suo volto è coperto di bende, lasciando visibili solo gli occhi e la bocca. I gemelli sono turbati dall’aspetto della madre e lo sono ancora di più quando lei inizia a mostrare un comportamento strano. Ignora volutamente Lukas e sembra rivolgersi solo a Elias quando parla. Nonostante sia piena estate, la madre ordina ai gemelli di tenere le tapparelle abbassate durante il giorno, impone il silenzio assoluto in casa e permette loro di giocare solo all’aperto. Inoltre, si comporta in modo crudele e arriva a picchiare Elias quando si mostra disobbediente o combina marachelle, cosa che i ragazzi sostengono la loro madre non avrebbe mai fatto prima.
I gemelli iniziano a sospettare che la donna sotto le bende non sia la loro vera madre. Questi dubbi trovano conferma quando trovano una vecchia fotografia della madre con un’altra donna sconosciuta, entrambe vestite in modo identico e con tratti fisici molto simili. Insospettiti che la donna che vive con loro sia un’impostora, i gemelli la legano al letto e la torturano affinché confessi, tappandole la bocca con del nastro adesivo per impedirle di urlare.
Nel frattempo, due dipendenti della Croce Rossa si presentano per raccogliere donazioni. All’inizio aspettano il ritorno della madre, ma se ne vanno quando Elias ruba furtivamente una grossa somma di denaro dalla borsa materna e gliela offre. Intanto la donna si libera dal nastro e chiama aiuto, ma è troppo tardi per attirare l’attenzione dei dipendenti. I gemelli le sigillano nuovamente le labbra con la Super Glue, ma la tagliano poi con le forbici per farla mangiare.
Dopo che lei urina sul letto, i gemelli la liberano brevemente per permetterle di andare in bagno, dandole l’occasione di sopraffarli e tentare la fuga. I gemelli, però, hanno preparato una trappola che la fa perdere i sensi. La donna si risveglia incollata al pavimento del salotto. Elias inizia ad appiccare il fuoco in casa per costringerla a dire loro la verità, ma lei insiste fermamente di essere la loro vera madre.
La madre rivela allora che Lukas è morto, deceduto in un incidente prima degli avvenimenti del film; Elias ne sta allucinando la presenza. Tra le lacrime, cerca di convincere Elias che la morte di Lukas non è colpa sua e lo supplica di liberarla, così da poter andare avanti entrambi dopo la tragedia. Elias le chiede cosa stia facendo Lukas, ma lei, incapace di vedere l’apparizione di Lukas che minaccia di incendiare una tenda, non può rispondere. Elias, convinto che la sua vera madre sarebbe in grado di vedere Lukas, prende il suo braccio e dà fuoco alla tenda. La madre muore bruciata prima che arrivino i pompieri. Il film si conclude con un’inquadratura spettrale della madre riunita con i suoi figli in un campo di granoturco vicino a casa loro.

## Distribuzione
Il lungometraggio è stato presentato il 30 agosto 2014 in anteprima alla 71ª Mostra internazionale d'arte cinematografica di Venezia nella sezione Orizzonti. È stato anche presentato ai festival di Lubiana, Salonicco e Sitges. Nel marzo 2015 ha vinto il Gran Premio Diagonale, un festival cinematografico austriaco che si tiene ogni anno a Graz.

## Accoglienza
Secondo l'aggregatore di recensioni Rotten Tomatoes, il film ha ottenuto un indice di gradimento dell'86% e un voto di 7,35 su 10 sulla base di 145 recensioni. Su Metacritic ha invece ottenuto un voto di 81 su 100 sulla base di 19 critiche.

## Riconoscimenti
- 2015 – European Film Awards[3][4]
  - Miglior fotografia, a Martin Gschlacht
  - Candidato al Prix Fassbinder alla miglior rivelazione
- 2015 – Diagonale[5]
  - Großer Diagonale-Preis al miglior film
- 2015 – Viennale[6]
  - Wiener Filmpreis
- 2015 – European Fantastic Film Festivals Federation[7]
  - Méliès d'oro
- 2016 – Österreichischer Filmpreis[8]
  - Miglior film
  - Miglior regia, a Veronika Franz e Severin Fiala
  - Miglior fotografia, a Martin Gschlacht
  - Miglior trucco, a Roman Braunhofer e Martha Ruess
  - Miglior scenografia, a Hannes Salat e Hubert Klausner
- 2016 – Saturn Award[9]
  - Candidato a miglior film internazionale
  - Candidato per il miglior attore emergente, a Elias Schwarz e Lukas Schwarz
- 2016 – Satellite Award[10]
  - Candidato a miglior film in lingua straniera
- 2016 – Critics' Choice Awards[11]
  - Candidato a miglior film straniero

## Remake
Nel 2021 è stato annunciato che un remake omonimo era produzione, per la regia di Matt Sobel e con Naomi Watts come protagonista e produttrice.
Il film è stato reso disponibile su Amazon Prime nel settembre 2022.